# Christian Thielsen Keller
Christian Thielsen Keller (Brørup, 17 agosto 1980) è un ex calciatore danese, di ruolo centrocampista.

## Caratteristiche tecniche
Esterno destro dal fisico importante, può essere impiegato sia sulla linea dei centrocampisti che su quella dei difensori.

## Carriera

### Club

#### Gli esordi
Keller ha cominciato la carriera con la maglia del Vejle, in Superligaen. Al termine del campionato 1999-2000, la squadra è retrocessa in 1. Division, ma il giocatore ha contribuito al ritorno nella massima divisione locale nell'annata immediatamente successiva. Keller è rimasto al Vejle per un'ulteriore stagione. Dal 2002 al 2005 è stato in forza al Viborg.

#### L'approdo in Italia
Il 29 giugno 2005, Keller lascia la natia Danimarca per firmare ufficialmente un contratto triennale con il Torino, neopromosso in Serie A. Il 10 agosto, però, i granata vengono estromessi sia dal campionato che dalla Coppa Italia. La società sarà poi dichiarata fallita il 17 novembre 2005. Per questo motivo, Keller e tutti gli altri membri della rosa sono rimasti svincolati.
Il danese è stato allora ingaggiato dalla Lazio. Ha esordito in Serie A in data 11 dicembre, subentrando a Manuel Belleri nella sconfitta per 2-1 maturata sul campo del Livorno. Ha totalizzato 7 presenze in campionato, senza incidere.

#### Il passaggio allo Stabæk
Ad agosto 2006, Keller è stato ingaggiato dai norvegesi dello Stabæk. Ha debuttato in Eliteserien l'11 settembre, sostituendo Somen Tchoyi nella sconfitta interna per 1-2 contro il Brann. Il 29 ottobre ha segnato la prima rete nella massima divisione locale, nella vittoria per 8-0 sul Molde. In questa porzione di stagione, ha segnato una rete in 6 presenze in campionato, con lo Stabæk che ha chiuso al 5º posto finale.
Ha fatto parte della squadra che ha vinto il campionato 2008. Lo Stabæk è arrivato anche a giocarsi il double nella finale del Norgesmesterskapet contro il Vålerenga, ma quest'ultima squadra ha avuto la meglio col punteggio di 4-1. In virtù di questi risultati, Stabæk e Vålerenga si sono contese anche la Superfinalen 2009 e questa volta il successo è andato alla squadra di Keller.
Il 18 luglio 2009 lo Stabæk ha reso noto che quella contro il KF Tirana del 21 luglio successivo sarebbe stata l'ultima partita di Keller con questa maglia. Keller si è quindi congedato con 94 presenze in tutte le competizioni e 9 reti all'attivo.

#### Il trasferimento al Kasımpaşa
A luglio 2009, quindi, Keller è stato ingaggiato dal Kasımpaşa, club neopromosso nella Süper Lig. Ha esordito con questa casacca il 9 agosto successivo, schierato titolare nella sconfitta per 2-1 sul campo del Bursaspor. Ha totalizzato 34 presenze stagionali, con il suo Kasımpaşa che ha chiuso il campionato all'11º posto finale. Rimasto in squadra anche nell'annata successiva, ha disputato altri 31 incontri tra tutte le competizioni. Il Kasımpaşa ha terminato la stagione all'ultimo posto in graduatoria, retrocedendo dalla massima divisione turca.

#### Il ritorno in patria
Nel 2011 Keller ha fatto ritorno in Danimarca per militare nelle file del Randers, in 1. Division. Ha debuttato con questa maglia il 12 agosto, schierato titolare nella vittoria per 4-1 sul Vejle-Kolding. Ha totalizzato 24 presenze in campionato in quella stagione, contribuendo alla promozione del club in Superligaen. Il 22 ottobre 2012 ha segnato la prima rete con questa maglia: è andato in gol nel pareggio per 1-1 maturato sul campo dell'Aarhus. Nella sua seconda stagione in squadra, ha disputato 30 partite tra tutte le competizioni e ha messo a referto una marcatura. Nel corso degli anni, Keller è diventato il capitano del Randers.
A marzo 2016 sui giornali di gossip danesi è stata riportata la notizia che Keller aveva iniziato a frequentare Kira Egsgaard, ex moglie del compagno di squadra Jonas Borring. I due, pur separati, continuavano a vivere sotto lo stesso tetto, poiché genitori di due figli. L'allenatore del Randers, Colin Todd, ha estromesso così Keller dalla formazione titolare, anche se lo stesso giocatore ha dichiarato che l'esclusione era da ricercarsi solamente per ragioni strettamente tecniche. Il 20 giugno 2016 Keller ed il Randers hanno deciso di risolvere il contratto con un anno d'anticipo sulla naturale scadenza. Keller non aveva più vestito la maglia del club dal momento della sua sospensione. Il centrocampista ha lasciato il Randers con 142 presenze e 2 reti tra tutte le competizioni.

#### Nuovamente al Viborg
Il 27 giugno 2016 il Viborg ha annunciato sul proprio sito internet il ritorno in squadra di Keller, che si è legato al club con un accordo annuale.

### Nazionale
Keller ha rappresentato la Danimarca a livello Under-16, Under-17, Under-19 e Under-21. Per quanto concerne quest'ultima selezione, ha esordito il 26 aprile 2000: ha sostituito infatti Bo Svensson nella sconfitta in amichevole per 1-2 contro la Svezia, in un incontro disputato a Farum.

## Statistiche

### Presenze e reti nei club
Statistiche aggiornate al 3 luglio 2017.
| Stagione         | Club             | Campionato       | Campionato | Campionato | Coppe nazionali | Coppe nazionali | Coppe nazionali | Coppe continentali | Coppe continentali | Coppe continentali | Supercoppe | Supercoppe | Supercoppe | Totale | Totale |
| Stagione         | Club             | Comp             | Pres       | Reti       | Comp            | Pres            | Reti            | Comp               | Pres               | Reti               | Comp       | Pres       | Reti       | Pres   | Reti   |
| ---------------- | ---------------- | ---------------- | ---------- | ---------- | --------------- | --------------- | --------------- | ------------------ | ------------------ | ------------------ | ---------- | ---------- | ---------- | ------ | ------ |
| 1998-1999        | Vejle            | SL               | 11         | 0          | CD              | ?               | ?               | -                  | -                  | -                  | -          | -          | -          | 11+    | 0+     |
| 1999-2000        | Vejle            | SL               | 16         | 1          | CD              | ?               | ?               | -                  | -                  | -                  | -          | -          | -          | 16+    | 1+     |
| 2000-2001        | Vejle            | 1D               | ?          | ?          | CD              | ?               | ?               | -                  | -                  | -                  | -          | -          | -          | ?      | ?      |
| 2001-2002        | Vejle            | SL               | 30         | 2          | CD              | ?               | ?               | -                  | -                  | -                  | -          | -          | -          | 30+    | 2+     |
| Totale Vejle     | Totale Vejle     | Totale Vejle     | 57+        | 3+         |                 | -               | -               |                    | -                  | -                  |            | -          | -          | 57+    | 2+     |
| 2002-2003        | Viborg           | SL               | 30         | 5          | CD              | ?               | ?               | -                  | -                  | -                  | -          | -          | -          | 30+    | 5+     |
| 2003-2004        | Viborg           | SL               | 31         | 1          | CD              | ?               | ?               | -                  | -                  | -                  | -          | -          | -          | 31+    | 1+     |
| 2004-2005        | Viborg           | SL               | 27         | 1          | CD              | ?               | ?               | -                  | -                  | -                  | -          | -          | -          | 27+    | 1+     |
| 2005-2006        | Lazio            | A                | 7          | 0          | CI              | 2               | 0               | Int                | -                  | -                  | -          | -          | -          | 9      | 0      |
| ago.-dic. 2006   | Stabæk           | ES               | 6          | 1          | CN              | -               | -               | -                  | -                  | -                  | -          | -          | -          | 6      | 1      |
| 2007             | Stabæk           | ES               | 25         | 2          | CN              | 6               | 1               | -                  | -                  | -                  | -          | -          | -          | 31     | 3      |
| 2008             | Stabæk           | ES               | 26         | 3          | CN              | 7               | 0               | CU                 | 2                  | 0                  | -          | -          | -          | 35     | 3      |
| gen.-lug. 2009   | Stabæk           | ES               | 16         | 2          | CN              | 3               | 0               | UCL                | 2                  | 0                  | SN         | 1          | 0          | 22     | 2      |
| Totale Stabæk    | Totale Stabæk    | Totale Stabæk    | 73         | 8          |                 | 16              | 1               |                    | 4                  | 0                  |            | 1          | 0          | 94     | 9      |
| 2009-2010        | Kasımpaşa        | SL               | 29         | 0          | CT              | 5               | 0               | -                  | -                  | -                  | -          | -          | -          | 34     | 0      |
| 2010-2011        | Kasımpaşa        | SL               | 28         | 0          | CT              | 3               | 0               | -                  | -                  | -                  | -          | -          | -          | 31     | 0      |
| Totale Kasımpaşa | Totale Kasımpaşa | Totale Kasımpaşa | 57         | 0          |                 | 8               | 0               |                    | -                  | -                  |            | -          | -          | 65     | 0      |
| 2011-2012        | Randers          | 1D               | 24         | 0          | CD              | 1               | 0               | -                  | -                  | -                  | -          | -          | -          | 25     | 0      |
| 2012-2013        | Randers          | SL               | 27         | 1          | CD              | 3               | 0               | -                  | -                  | -                  | -          | -          | -          | 30     | 1      |
| 2013-2014        | Randers          | SL               | 29         | 1          | CD              | 1               | 0               | UEL                | 2                  | 0                  | -          | -          | -          | 32     | 1      |
| 2014-2015        | Randers          | SL               | 29         | 0          | CD              | 2               | 0               | -                  | -                  | -                  | -          | -          | -          | 31     | 0      |
| 2015-2016        | Randers          | SL               | 19         | 0          | CD              | 1               | 0               | UEL                | 4                  | 0                  | -          | -          | -          | 24     | 0      |
| Totale Randers   | Totale Randers   | Totale Randers   | 128        | 2          |                 | 8               | 0               |                    | 6                  | 0                  |            | -          | -          | 142    | 2      |
| 2016-2017        | Viborg           | SL               | 25         | 1          | CD              | 0               | 0               | -                  | -                  | -                  | -          | -          | -          | 25     | 1      |
| Totale Viborg    | Totale Viborg    | Totale Viborg    | 113        | 8          |                 | ?               | ?               |                    | -                  | -                  |            | -          | -          | 113+   | 8+     |
| Totale           | Totale           | Totale           | 435+       | 21+        |                 | 34+             | 1+              |                    | 10                 | 0                  |            | 1          | 0          | 480+   | 22+    |

## Palmarès

### Club

#### Competizioni nazionali
- Campionato norvegese: 1

Stabæk: 2008
- Superfinalen: 1

Stabæk: 2009